# Reignac-sur-Indre
Reignac-sur-Indre é uma comuna francesa na região administrativa do Centro, no departamento Indre-et-Loire. Estende-se por uma área de 22,17 km². Em 2010 a comuna tinha 1 283 habitantes (densidade: 57,9 hab./km²).